# Tőzsér Dániel
Tőzsér Dániel  (Szolnok, 1985. május 12. –) magyar válogatott labdarúgó, jelenleg a DVSC sportigazgatója.

## Pályafutása

### Debrecen
Ifjúsági csapatban nevelkedett. Tétmérkőzésen egyszer szerepelt a Loki színeiben.

### Galatasaray
2003-ban Törökországba, a Galatasaray csapatához került 17 évesen, de nem sikerült semmilyen tétmérkőzésen az első csapatban szerepelnie. Egy év után hazaköltözött és a Ferencváros játékosa lett.

### Ferencváros
Bobby Davison azt nyilatkozta Tőzsérről, hogy ő a magyar Frank Lampard. Két év alatt 54 mérkőzésen 3 gólt szerzett, mielőtt a görög AÉK Athén csapatához igazolt 2006-ban.

### AÉK Athén
Tőzsér fontos szerepet játszott abban, hogy az AEK a Bajnokok Ligájában szerepelt, megszavazták a mérkőzés legjobbjának  az Anderlecht elleni mérkőzésen. A mérkőzést követően az Anderlecht megpróbálta leigazolni, de az AÉK kevesellte az ajánlatukat. Két év után hagyta el a klubot, a belga Racing Genk csapatához igazolt.

### Genk
2008. június 5-én a Racing Genk bejelentette, hogy Tőzsér Dániel aláírt a csapathoz négy évre. Ekkor már volt egy magyar a csapatban, Tóth Balázs csapattársa lett, majd 2009-ben újabb honfitársuk, Köteles László érkezett a klubhoz. Tőzsér kijelentette, hogy a Genkből visszaszerezni a helyét a válogatott keretében, és azt is, hogy meg akarja nyerni a belga bajnoki címet.
A Genkkel szép sikereket aratott, a 2010-11-es szezonban sikerült a bajnokság megnyerése, 2011. július 21-én a Standard Liége elleni Belga szuperkupa mérkőzésen pedig győztes gólt szerzett. A bajnokság győzteseként indulhattak a 2011-12-es Bajnokok Ligája selejtezőjén, ahol a Partizant és a Makkabi Haifát búcsúztatva bejutottak a csoportkörbe. Tőzsér mind a 4 selejtezőt végigjátszotta, a Makkabi elleni tizenegyespárbajban belőtte a sajátját. A csoportban a Chelsea, a Valencia és a Bayer Leverkusen elleni meccseken is végig a pályán volt, pedig sérülések miatt többször nem is saját posztján, hanem a védelem közepén számított rá edzője, négy alkalommal a csapatkapitányi karszalagot is viselte. Legjobban a Chelsea elleni hazai visszavágón játszott, ahol a Genk 1-1-es döntetlent harcolt ki, és az angolok edzője, André Villas-Boas a meccs után dicsérte Tőzsér teljesítményét.

### Genoa
A 2012-es téli átigazolási időszak során biztosnak tűnt, hogy Tőzsér elhagyja a Genket, de végül csak február 11-én jelentették be hivatalosan, hogy előszerződést kötött az olasz Genoával, melynek értelmében a szezon hátralévő részét még a belga klubnál tölti, és nyáron csatlakozik új csapatához, ahova 4 évre írt alá.

### Watford
Miután a 2013-as őszi szezonban nem kapott játéklehetőséget a Genoa első csapatánál, a klub Tőzsér kölcsönadása mellett döntött. Egy darabig a portugál Olhahense érdeklődéséről lehetett hallani, majd 2014 januárjában végül az angol másodosztályban szereplő Watford FC-hez került a szezon végéig. A szezon során alapemberré vált a végül feljutást kiharcoló csapatában, 45 bajnoki mérkőzésen 5 gólt szerzett.

### Queens Park Rangers
2015. augusztus 28-án kétéves szerződést írt alá az angol másodosztályú Queens Park Rangersszel.

### Debrecen
Sok év után ismét nevelő egyesületéhez szerződött, 2016. augusztus 31-én jelentették be, hogy 3 évre aláírt a Debreceni VSC együtteséhez.
Debrecen színeiben összesen 107 NB. I-es mérkőzésen lépett pályára és ezalatt 17 gólt szerzett. 2020. tavaszán bejelentette visszavonulását.

### NB. I-es összesítés
mérkőzések száma: 159
gólók száma: 20
sárgalapok száma: 29
kiállítás: 1 (2016-10-29, Gyirmót-Debrecen 1:2, játékvezető: Vad István)

### A válogatottban
Lothar Matthäus hívta meg először a válogatottba, 2005. december 15-én debütált a Mexikó elleni barátságos mérkőzésen. 2007. október 13-án a Málta elleni Eb-selejtezőn megszerezte az első válogatott gólját. Matthäus után bekerült a válogatottba Várhidi Péter, Erwin Koeman, és Egervári Sándor irányítása alatt is, a legtöbbször (13 meccsen) Várhidinél. Három évnyi szünet után 2014 májusában Pintér Attila újra meghívta a válogatottba. Az ősszel induló 2016-os franciaországi Európa-bajnoki selejtezőkön is megkapta a bizalmat: 8 mérkőzésen lépett pályára összesen. 

## Sikerei, díjai
- Debrecen
  - Magyar kupa döntős (1): 2003
- Ferencváros
  - Magyar bajnokság ezüstérmese (1):2005
  - Magyar kupa döntős (1): 2005
  - UEFA-kupa csoportkör (1): 2004-2005
- AEK Athén
  - Görög bajnokság ezüstérmese (2): 2006-07, 2007-08
  - UEFA-kupa legjobb 32 között (1): 2007-2008
- Genk
  - Belga kupa győztes (1): 2009
  - Belga bajnokság győztes (1): 2010-11
  - Belga szuperkupa győztes (1): 2011
  - Bajnokok ligája csoportkör (1): 2011-2012
- Watford FC:
  - Championship ezüstérmes (1): 2015

## Statisztika

### Mérkőzései a válogatottban
| Magyarország | Magyarország        | Magyarország                       | Magyarország  | Magyarország | Magyarország        | Magyarország | Magyarország | Magyarország |
| #            | Dátum               | Helyszín                           | Hazai         | Eredmény     | Vendég              | Kiírás       | Gólok        | Esemény      |
| ------------ | ------------------- | ---------------------------------- | ------------- | ------------ | ------------------- | ------------ | ------------ | ------------ |
| 1.           | 2005. december 15.  | Phoenix, Chase Field Stadium (USA) | Magyarország  | 0 – 2        | Mexikó              | barátságos   | -            | 66'          |
| 2.           | 2005. december 18.  | Miami (USA)                        | Magyarország  | 3 – 0        | Antigua és Barbuda  | barátságos   | -            |              |
| 3.           | 2007. február 7.    | Limassol (CYP)                     | Lettország    | 0 – 2        | Magyarország        | barátságos   | -            | 90+2'        |
| 4.           | 2007. március 24.   | Podgorica                          | Montenegró    | 2 – 1        | Magyarország        | barátságos   | -            | 32'          |
| 5.           | 2007. március 28.   | Budapest, Szusza Ferenc Stadion    | Magyarország  | 2 – 0        | Moldova             | Eb-selejtező | -            |              |
| 6.           | 2007. június 2.     | Iráklio, Pankritio                 | Görögország   | 2 – 0        | Magyarország        | Eb-selejtező | -            |              |
| 7.           | 2007. június 6.     | Oslo, Ullevaal Stadion             | Norvégia      | 4 – 0        | Magyarország        | Eb-selejtező | -            |              |
| 8.           | 2007. augusztus 22. | Budapest, Puskás Ferenc Stadion    | Magyarország  | 3 – 1        | Olaszország         | barátságos   | -            | 59'          |
| 9.           | 2007. szeptember 8. | Székesfehérvár, Sóstói Stadion     | Magyarország  | 1 – 0        | Bosznia-Hercegovina | Eb-selejtező | -            |              |
| 10.          | 2007. október 13.   | Budapest, Szusza Ferenc Stadion    | Magyarország  | 2 – 0        | Málta               | Eb-selejtező | 1            | 77'          |
| 11.          | 2007. október 13.   | Łódź                               | Lengyelország | 0 – 1        | Magyarország        | barátságos   | -            | 76'          |
| 12.          | 2007. november 17.  | Chișinău, Zimbru Stadion           | Moldova       | 3 – 0        | Magyarország        | Eb-selejtező | -            | 38'          |
| 13.          | 2007. november 21.  | Budapest, Puskás Ferenc Stadion    | Magyarország  | 1 – 2        | Görögország         | Eb-selejtező | -            | 29' 85'      |
| 14.          | 2008. február 6.    | Limassol, Cirion Stadion (CYP)     | Magyarország  | 1 – 1        | Szlovákia           | barátságos   | -            | 83'          |
| 15.          | 2008. március 26.   | Zalaegerszeg, ZTE Aréna            | Magyarország  | 0 – 1        | Szlovénia           | barátságos   | -            | 74'          |
| 16.          | 2009. november 14.  | Gent, Jules Ottenstadion           | Belgium       | 3 – 0        | Magyarország        | barátságos   | -            | 64'          |
| 17.          | 2010. március 3.    | Győr, ETO Park                     | Magyarország  | 1 – 1        | Oroszország         | barátságos   | -            | a szünetben  |
| 18.          | 2010. május 29.     | Budapest, Puskás Ferenc Stadion    | Magyarország  | 0 – 3        | Németország         | barátságos   | -            | 46'          |
| 19.          | 2011. november 11.  | Budapest, Puskás Ferenc Stadion    | Magyarország  | 5 – 0        | Liechtenstein       | barátságos   | -            | 63'          |
| 20.          | 2011. november 15.  | Poznań, Városi Stadion             | Lengyelország | 2 – 1        | Magyarország        | barátságos   | -            | 30' 46'      |
| 21.          | 2014. május 22.     | Debrecen, Nagyerdei stadion        | Magyarország  | 2 – 2        | Dánia               | barátságos   | -            | 40'          |
| 22.          | 2014. szeptember 7. | Budapest, Groupama Aréna           | Magyarország  | 1 – 2        | Észak-Írország      | Eb-selejtező | -            |              |
| 23.          | 2014. október 11.   | Bukarest, Nemzeti Stadion          | Románia       | 1 – 1        | Magyarország        | Eb-selejtező | -            | 77' 90+2'    |
| 24.          | 2014. október 14.   | Tórshavn, Tórsvøllur Stadion       | Feröer        | 0 – 1        | Magyarország        | Eb-selejtező | -            | 73'          |
| 25.          | 2014. november 14.  | Budapest, Groupama Aréna           | Magyarország  | 1 – 0        | Finnország          | Eb-selejtező | -            | 35'          |
| 26.          | 2014. november 18.  | Budapest, Groupama Aréna           | Magyarország  | 1 – 2        | Oroszország         | barátságos   | -            |              |
| 27.          | 2015. március 29.   | Budapest, Groupama Aréna           | Magyarország  | 0 – 0        | Görögország         | Eb-selejtező | -            |              |
| 28.          | 2015. június 5.     | Debrecen, Nagyerdei stadion        | Magyarország  | 4 – 0        | Litvánia            | barátságos   | -            |              |
| 29.          | 2015. június 13.    | Helsinki, Olimpiai Stadion         | Finnország    | 0 – 1        | Magyarország        | Eb-selejtező | -            |              |
| 30.          | 2015. szeptember 4. | Budapest, Groupama Aréna           | Magyarország  | 0 – 0        | Románia             | Eb-selejtező | -            |              |
| 31.          | 2015. október 8.    | Budapest, Groupama Aréna           | Magyarország  | 2 – 1        | Feröer              | Eb-selejtező | -            | 46'          |
|              | Összesen            |                                    |               | 31           | mérkőzés            |              | 1            | gól          |